# Isarno de Ribagorza
Isarno de Ribagorza (? - c. 1003) fue Conde de Ribagorza entre el 990 y el 1003. Era hijo de Ramón II de Ribagorza y de Garsenda de Armañac. Sucedió a su hermano Arnaldo de Ribagorza tras su muerte, y fue sucedido por su también hermana Toda de Ribagorza.

## Nupcias y descendientes
Se casó con una doncella llamada Balla, de cuya unión nació:
- Guillermo de Ribagorza, conde de Ribagorza.

| Predecesor: Arnaldo de Ribagorza | Conde de Ribagorza 990-1003 | Sucesor: Toda de Ribagorza |